# Tigoda
Il Tigoda (in russo Тигода?) è un fiume della Russia europea, affluente di sinistra del Volchov che scorre nelle oblast' di Novgorod e di Leningrado. 
La sorgente del fiume si trova vicino alla palude Tušinskij (a nord del villaggio di Ogorel'e, nel Novgorodskij municipal'nij rajon). Ha una lunghezza di 143 km, il suo bacino è di 2 290 km², sfocia nel Volchov a 100 km dalla foce. Il fiume attraversa la linea ferroviaria San Pietroburgo-Mosca.